# Pierwsza Republika Czechosłowacka
Pierwsza Republika Czechosłowacka (cz. První československá republika, słow. Prvá československá republika, ČSR) – państwo unitarne w Europie Środkowej, istniejące w latach 1918–1938, zwane Pierwszą Republiką (cz. První Republika).

## Historia

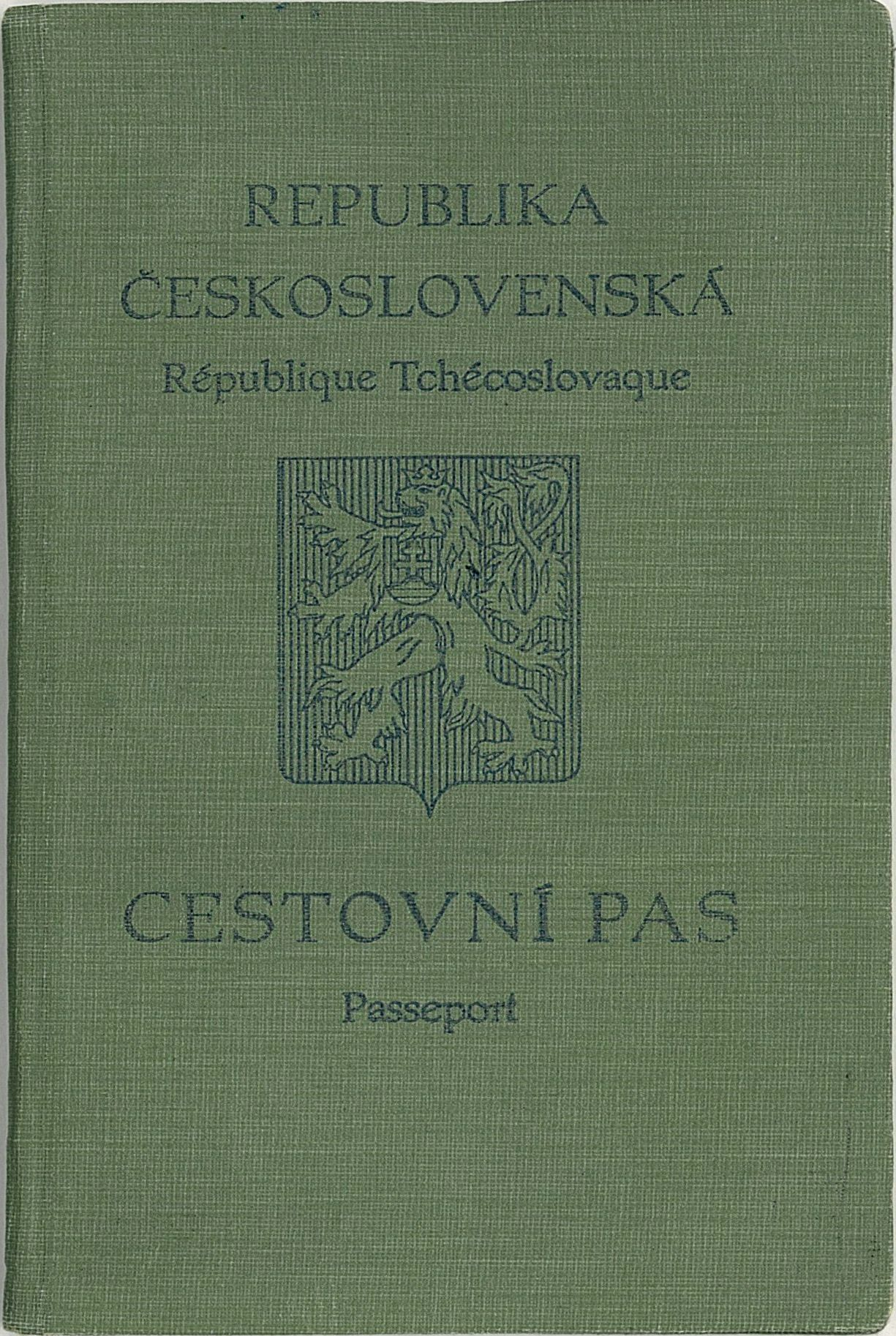
Paszport czechosłowacki z 1937 roku

Czechosłowacja powstała 28 października 1918 roku w ramach wykonania planów opartych na umowie pittsburskiej – porozumieniu o utworzeniu wspólnego państwa, zawartym w Stanach Zjednoczonych 30 maja 1918 roku między emigrantami czeskimi i słowackimi. W skład Czechosłowacji weszły ziemie byłego Cesarstwa Austriackiego: Czechy, Morawy, Śląsk Opawski, Królestwa Węgier: Słowacja i Ruś Podkarpacka („Górne Węgry”) oraz Cesarstwa Niemieckiego: Śląsk Hulczyński. U podstaw państwa legły idee pansłowiańskie, popularne wówczas w Czechach, oraz dążenie elit słowackich do wyrwania się spod dominacji węgierskiej (madziaryzacja). Głównym architektem zjednoczenia był czeski polityk i pierwszy prezydent Tomáš Garrigue Masaryk, pozostałymi twórcami tego państwa byli Czech Edvard Beneš (który później został prezydentem) i Słowak Milan Rastislav Štefánik.
Granice państwa zostały ustalone traktatami: wersalskim z 1919 roku, w St. Germain również z 1919 oraz w Trianon z 1920 roku. Czechosłowacja graniczyła od zachodu i północnego zachodu z Niemcami, od południa z Austrią (do marca 1938 roku), Węgrami i Rumunią, od północy z Polską. Od 1920 rok do Czechosłowacji należały także: część Śląska Cieszyńskiego, Spisz i Orawa oraz skrawki Dolnej Austrii i pruskiego Śląska.
Już od samego początku istnienia państwa Czechosłowacja skonfliktowana była m.in. z Polską, głównie o Zaolzie – część Śląska Cieszyńskiego, zajętą zbrojnie przez armię czeską w styczniu 1919 roku (patrz polsko-czechosłowackie konflikty graniczne). W latach 1935–1938 powstały czechosłowackie fortyfikacje, w celu zabezpieczenia kraju przed agresją III Rzeszy.
W okresie międzywojennym należała do najbardziej rozwiniętych gospodarczo i technologicznie państw Europy, chociaż zaznaczały się radykalne różnice w poziomie cywilizacyjnym obu jej części składowych. Politycznie była krajem stabilnym, do końca swego istnienia jako jedyne państwo w Europie Środkowej pozostała demokratyczna, narodowością dominującą byli Czesi. Pod względem partyjnym dominowali w Czechosłowacji agrariusze (z nich wywodził się m.in. Beneš), w skład koalicji rządowej wchodziła jednak także mniejszość niemiecka, co nie uchroniło Czechów od buntu Niemców sudeckich w 1938 roku. Rozdzierana od środka przez nacjonalizmy Niemców, Węgrów i Słowaków (którzy oskarżali Czechów o chęć dominacji) padła łupem państw ościennych. Przez cały okres dwudziestolecia nie powiodły się próby wytworzenia „czechosłowackiego poczucia narodowego”. Oficjalna doktryna narodu czechosłowackiego była spowodowana faktem, że w Czechosłowacji było więcej Niemców niż Słowaków.

Mapa narodowości Czechosłowacji w 1930

Skład narodowościowy Czechosłowacji:
- Czesi: 50%
- Niemcy: 24%
- Słowacy: 18%

oraz Węgrzy, Ukraińcy, Rusini, Żydzi, Polacy i Romowie.
Czechosłowacja była członkiem tzw. Małej Ententy (grupującej oprócz niej Rumunię i Jugosławię – wszystkie trzy państwa były beneficjentami traktatu w Trianon z 1920 roku i przeciwnikami Węgier), w polityce międzynarodowej nie chciała uczestniczyć w idei międzymorza – nie miała dobrych stosunków z Polską i Węgrami. Stawiała na sojusze z Francją i ZSRR, które w decydującym momencie okazały się nieskuteczne. W 1938 roku, po utracie pogranicza (Kraj Sudetów zamieszkany przez Niemców sudeckich, południowa Słowacja zamieszkana przez Madziarów oraz Zaolzie, Orawa i Spisz zamieszkane przez Polaków), państwo przekształciło się w Republikę Czecho-Słowacką (tzw. druga republika).

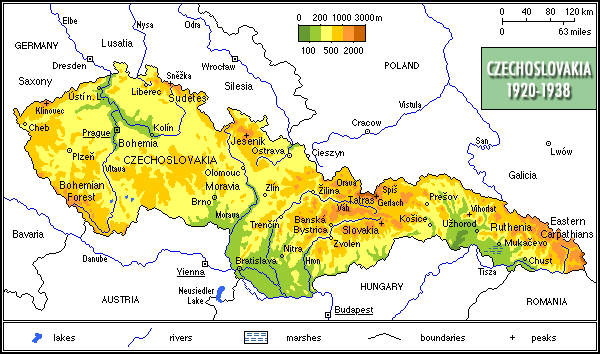
Mapa fizyczna Czechosłowacji 1920–1938